# Новомиколаївка (Ізмаїльський район)
Новомикола́ївка (до 14.11.1945 Фрідріхсдорф) — село Вилківської міської громади в Ізмаїльському районі Одеської області, Україна. Населення становить 587 осіб.

## Історія
З історії німецької колонізації Бессарабії
Перші німці з'явилися на наших землях 200 років тому. Вони виїхали з землі Вюбртемберг. У ті часи ця німецька земля була дуже бідною. Люди не знали, як нагодувати свою землю. Земля приносила половину від того, що було необхідно. До цього додалися наслідки тридцятилітньої війни, як політичного, так і релігійного характеру. У цей час прийшло запрошення від царя Олександра І. Для нових російських земель потрібні були робочі руки. За 300 років Туреччини нічого для розвитку Бессарабії не зробило. Олександр І вже мав досвід з німцями на Кавказі. До того, між імператорською родиною та вюртембертським королівством були добрі родинні зв'язки: вони одружилися. В ті часи відношення між Вюртембергом та Росією були добрі і тому німці переселились до нових земель Росії, імператор надав колоністам пільги: безкоштовні землі, 6 років без податків, звільнення від військової служби та свободу релігії. За весь час німецької колонізації було засновано 25 материнський колоній та більш сотні дочірніх. Там проживали 8 тисяч колоністів. Але все для німців - колоністів закінчилось в 1940 році.
Як працювали німці - колоністи
В травні 1911 році німці заснували нове поселення на півдні Бессарабії - Фрідріхсдорф, сучасну Новомиколаївку. Засновники нашого села дуже багато працювали. Вони прибули туди де нічого не було. Перше, що почали робити німці, це будівлі. Були збудовані половники. Ці домівки могли простояти 40-50 років. Потім німці-колоністи будували літні кухні та житлові будинки. Вони були теплі та сухі. Ці будівлі в 1940 році німці залишили в доброму стані. Багато жителів Новомиколаївки і сьогодні там мешкають. В колонії працювали багато та наполегливо. Робота починалася зі сходом сонця і закінчувалася його заходом. Неділя завжди була вихідним днем. Основна праця в колонії- сільська робота. Пшениця, овес, кукурудза та виноград були основними культурами які вирощували колоністи.
В селі мешкало 132 колоніста. Це було молоде та маленьке поселення. Воно було першим в Ізмаїльському повіті. Фрідріхсдорф був гарним прикладом для інших населених пунктів. Німецькі колонії півдня Бессарабії мали непогану для того часу техніку: трактори (Фордсон), легкові автомобілі Форд, молотили. Майже кожна колонія мала устрій для спалювання падалі. Були також заводи, де розводили коней. Дуже був відомий на весь повіт млин в селі Миколаївка. Німці: Давид Нот, Якоб Неллер, Фрідріх Фослер, Вільгельм Вітт та Самуїл Шлапс привезли для нього сучасне обладнання. Один з млинів німців-колоністів працював і в Кілії.

## Населення
Згідно з переписом 1989 року населення села становило 586 осіб, з яких 270 чоловіків та 316 жінок.
За переписом населення 2001 року в селі мешкало 579 осіб.

### Мова
Розподіл населення за рідною мовою за даними перепису 2001 року:
| Мова       | Відсоток |
| ---------- | -------- |
| російська  | 50,26 %  |
| українська | 39,86 %  |
| румунська  | 3,92 %   |
| гагаузька  | 3,07 %   |
| болгарська | 2,39 %   |
| вірменська | 0,17 %   |